# 布朗代爾 (堪薩斯州)
布朗斯代爾（英語：Brownsdale）是位於美國堪薩斯州克萊縣的一個鬼鎮。該地的面積和人口皆未知。

## 地理
布朗斯代爾所處的海拔為高於海平面398米（即1306英呎），而該地所採用的時區為UTC-6，即北美中部時區（CST）。同時該地設有夏令時間，為UTC-6調快一小時，即UTC-5（CDT）。